# Movlud Miralijev
Movlud Miralijev (ázerbájdžánsky Mövlud Mirəliyev), (uzbecky Mevlut Miraliyev) nebo (anglicky Movlud Miraliev), (* 27. února 1974) je ázerbájdžánský zápasník – sambista a judista, bronzový olympijský medailista z roku 2008

## Sportovní kariéra
Je rodákem z podhorské oblasti jihovýchodního Uzbekistánu pojmenované po řece Kaškadarje. Od 9 let se věnoval sambu v ázerbájdžánské Gandže. Členem ázerbájdžánské sambistické reprezentace byl od roku 1992. V sambu je mistrem světa a dvojnásobným mistrem Evropy. V devadesátých letech se několikrát neúspěšně pokoušel prosadit v judu. V roce 2003 ho po několika letech opět povolal reprezentační trenér judistů Agajar Achunzade (Ağayar Axundzədə) a výsledkem byla kvalifikace na olympijské hry v Athénách. V prvním kole nestačil na Nizozemce Elca van der Geesta, ale v následných opravách si počínal velmi dobře. Dostal se do boje o bronzovou olympijskou medaili, když na cestě opravami vyřadil fenomenálního Japonce Kóseie Inoueho. Souboj o třetí místo však nezvládl, v souboji silných paží podledl Němci Michaeli Jurackovi v boji na zemi. Obsadil 5. místo.
V roce 2008 si výsledky ve světovém poháru vybojoval účast na olympijských hrách v Pekingu. Formu vyladil velmi dobře, v postupu do finále mu zabránil až prodloužení semifinále Mongol Tüvšinbajar. V boji o třetí místo se utkal s Polákem Przemysławem Matyjaszekem a vybojoval bronzovou olympijskou medaili.
V roce 2011 ukončil působení v seniorské reprezentaci, kterou vystřídal za veteránskou. Je mistrem světa v judu mezi veterány z roku 2014.

## Výsledky v judu

### Váhové kategorie
| Turnaj             | 1997           | 1998           | 1999           | 2000           | 2001           | 2002           | 2003           | 2004           | 2005           | 2006           | 2007           | 2008           |
| Turnaj             | 23             | 24             | 25             | 26             | 27             | 28             | 29             | 30             | 31             | 32             | 33             | 34             |
| Turnaj             | polotěžká váha | polotěžká váha | polotěžká váha | polotěžká váha | polotěžká váha | polotěžká váha | polotěžká váha | polotěžká váha | polotěžká váha | polotěžká váha | polotěžká váha | polotěžká váha |
| ------------------ | -------------- | -------------- | -------------- | -------------- | -------------- | -------------- | -------------- | -------------- | -------------- | -------------- | -------------- | -------------- |
| Olympijské hry     |                |                |                | —              |                |                |                | 5.             |                |                |                | 3.             |
| Mistrovství světa  | —              |                | —              |                | —              |                | úč.            |                | úč.            |                | úč.            |                |
| Mistrovství Evropy | úč.            | —              | —              | —              | —              | —              | úč.            | úč.            | úč.            | —              | 7.             | úč.            |

### Bez rozdílu vah
| Turnaj             | 1997 | 1998 | 1999 | 2000 | 2001 | 2002 | 2003 | 2004 | 2005 | 2006 | 2007 | 2008 |
| Turnaj             | 23   | 24   | 25   | 26   | 27   | 28   | 29   | 30   | 31   | 32   | 33   | 34   |
| ------------------ | ---- | ---- | ---- | ---- | ---- | ---- | ---- | ---- | ---- | ---- | ---- | ---- |
| Mistrovství světa  | —    |      | —    |      | —    |      | 3.   |      | —    |      | 7.   |      |
| Mistrovství Evropy | úč.  | —    | —    | —    | —    | —    | —    | —    | —    | —    | —    | —    |